# 天蟾逸夫舞台
31°14′02″N 121°28′23″E / 31.23376°N 121.47301°E

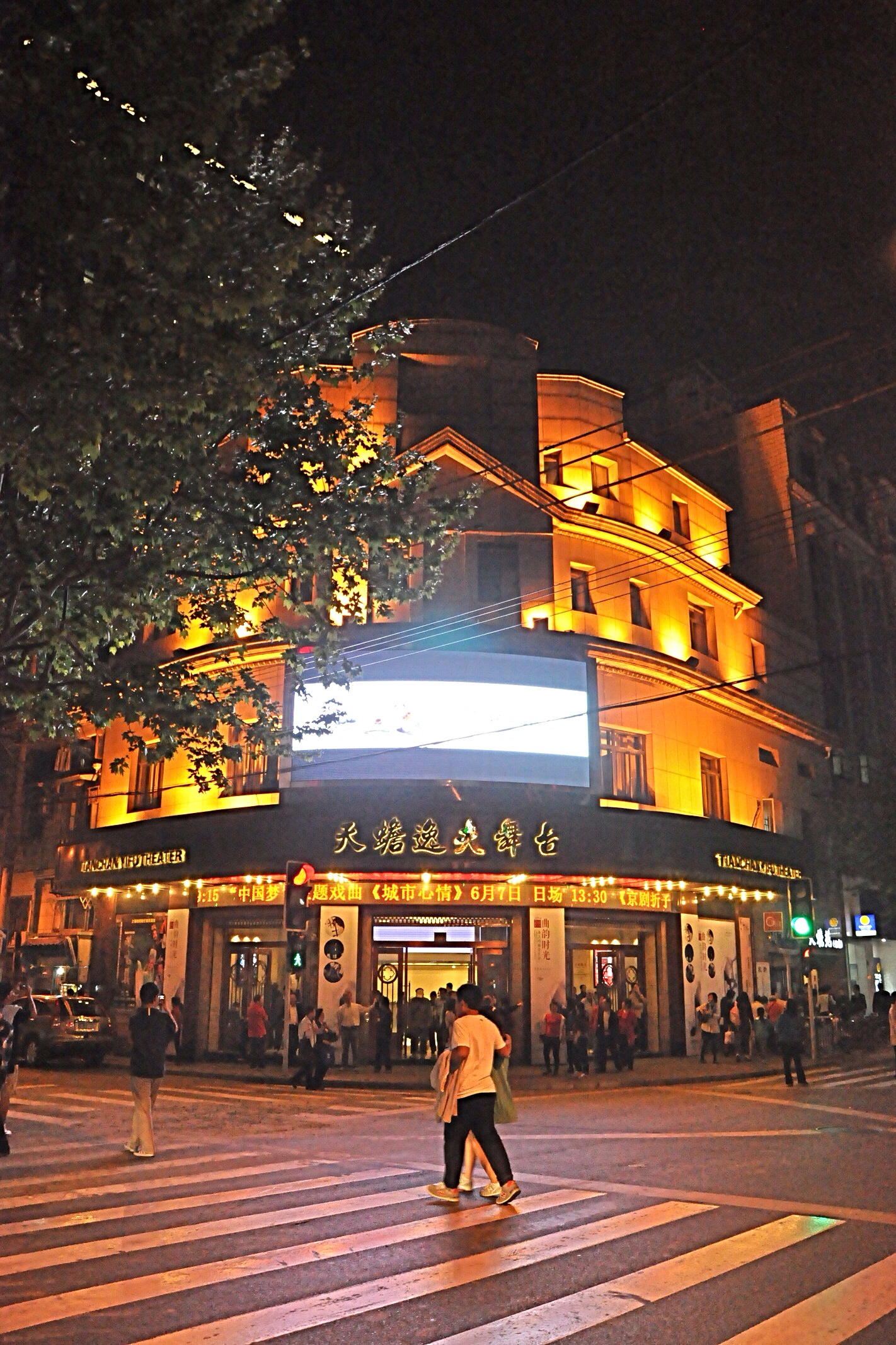
黄浦区登记不可移动文物

天蟾逸夫舞台，是中国上海的一座著名戏剧舞台，位于福州路701号（云南路口），现属上海京剧院，以上演京剧为主，因改建时受到香港企业家邵逸夫资助而得名。

## 历史
天蟾舞台由李徵五建于1926年2月7日，原为大新舞台，有三层观众席，3917个座位，为当时上海首屈一指的大舞台。1930年，顾竹轩名下的原位于九江路的著名天蟾舞台（新新舞台）因原址建造永安百货而拆迁来此，一时演出兴盛，与文明大舞台、共舞台、中国大戏院并称为上海四大京剧舞台。1942年，张善琨乘顾竹轩入狱后天蟾经营不善之机租下舞台，但1945年因被指控为汉奸而流亡香港。后吴兴裁接手后重新兴旺。1949年，顾竹轩重新获得舞台所有权。
中华人民共和国成立后，天蟾舞台歷经多次风雨，成为福州路一带仅存的剧场，1968年改名劳动舞台，1986年恢复天蟾旧名。1989年划归上海京剧院，后加以改建，1994年4月28日重新开业並改为现名。现有观众坐席928个，是上海最主要的京剧演出场所，号称“北有长安，南有天蟾”。2018年3月，天蟾逸夫舞台暫時關閉進行裝修。2021年1月，天蟾逸夫舞台裝修完畢，恢復開放。
该舞台自建成以后，即吸引大量南北名家前来演出，白牡丹在此创演全本《玉堂春》、麒麟童演出《汉刘邦》、《海瑞上疏》、梅兰芳和金少山合演《霸王别姬》，盖叫天和叶盛章合演《三岔口》，马连良、杨宝森、唐韵笙、李少春、袁世海也均来此演出，有“不进天蟾不成名”之说。

## 交通
- 上海轨道交通
  - 一号线、二号线、八号线︰人民广场站